# Jan van Breda Kolff
Jan van Breda Kolff, né le 16 décembre 1951, à Palos Verdes, en Californie, est un ancien joueur et entraîneur américain de basket-ball. Il évolue au poste d'ailier. Il est le fils de Butch van Breda Kolff.

## Palmarès
- Champion d'Italie 1984
- Coupe d'Italie 1984
- Joueur de l'année de la Southeastern Conference